# Orecchia (segnalibro)

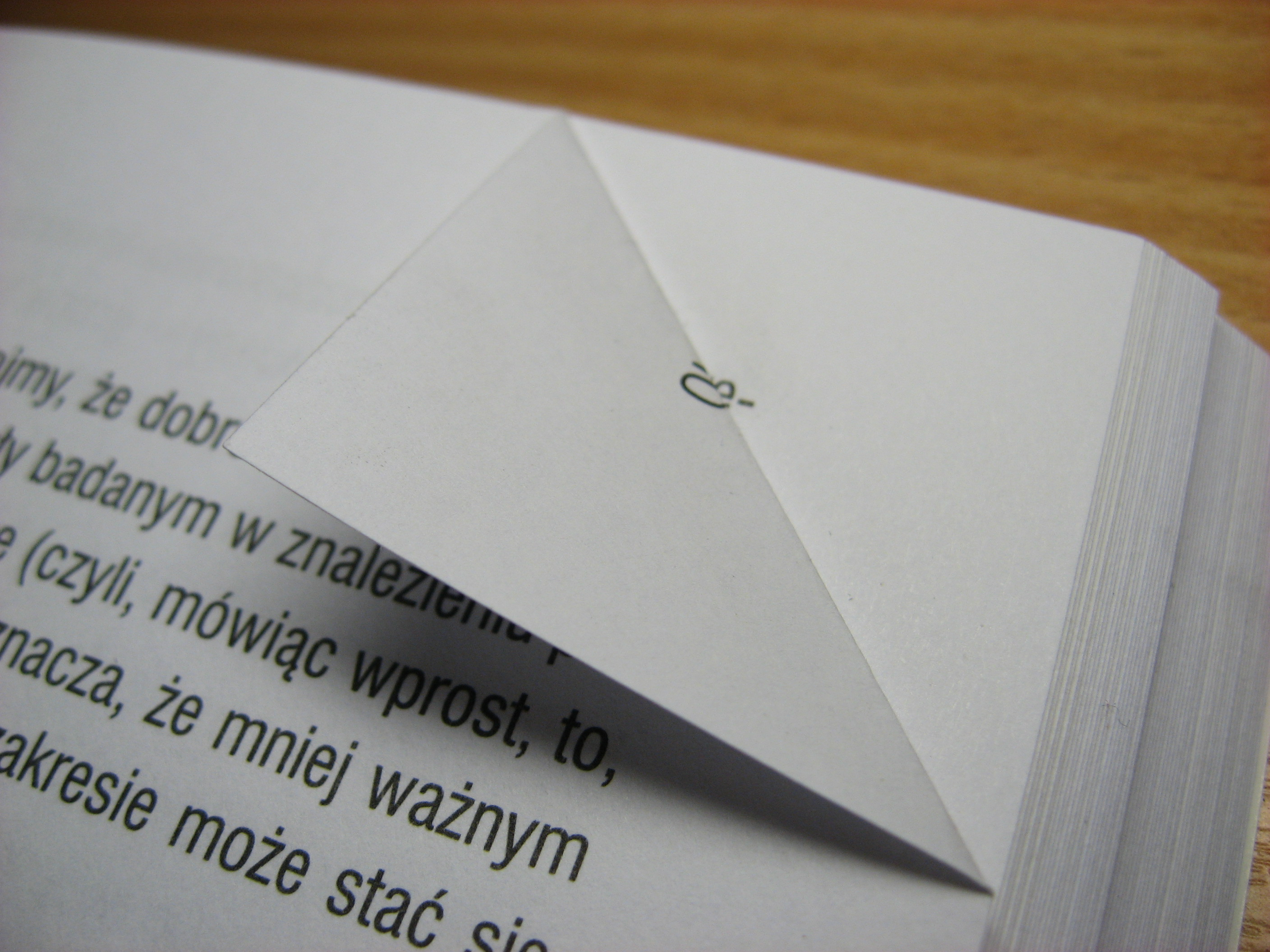
Orecchia

Un'orecchia (o, meno comunemente, orecchio) è il ripiegamento di un angolo superiore di un foglio di carta (normalmente la pagina di un libro, una rivista o un giornale).

## Origine
Dal latino aurĭcŭla, diminutivo di auris, «orecchio».
Indica la piegatura che si fa volontariamente di uno o più angoli di una pagina. Funge da segnalibro e permette di ritrovare più rapidamente un passo significativo.